# Arcola (Mississippi)
Arcola è una città (town) degli Stati Uniti d'America, situata nella contea di Washington, nello Stato del Mississippi.